# IC 3430
IC 3430 — галактика типу S? (спіральна галактика) у сузір'ї Діва.
Цей об'єкт міститься в оригінальній редакції індексного каталогу.